# Frédéric Collignon
Frédéric Collignon (Liegi, 13 dicembre 1975) è un giocatore professionista di Calcio balilla.
Pluricampione mondiale, è considerato il miglior giocatore al mondo in questo decennio. Inoltre ha giocato in doppio, in partnership con Todd Loffredo. Collignon, come riporta il sito di Marca, ha iniziato a maneggiare il calcio balilla da piccolo, nella cantina di casa, poiché anche il padre aveva questa passione. A 11 anni ha vinto il suo primo torneo.